# Hieracium pilosella
La vellosilla (Hieracium pilosella) es una especie fanerógama perteneciente a la familia Asteraceae. Es originaria de Europa.

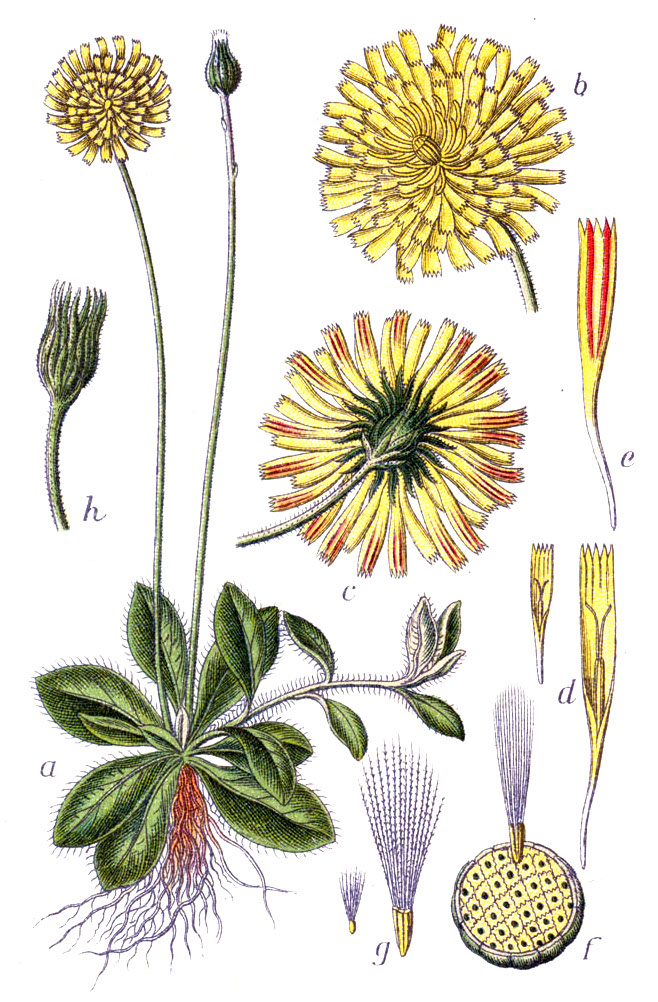
Ilustración.

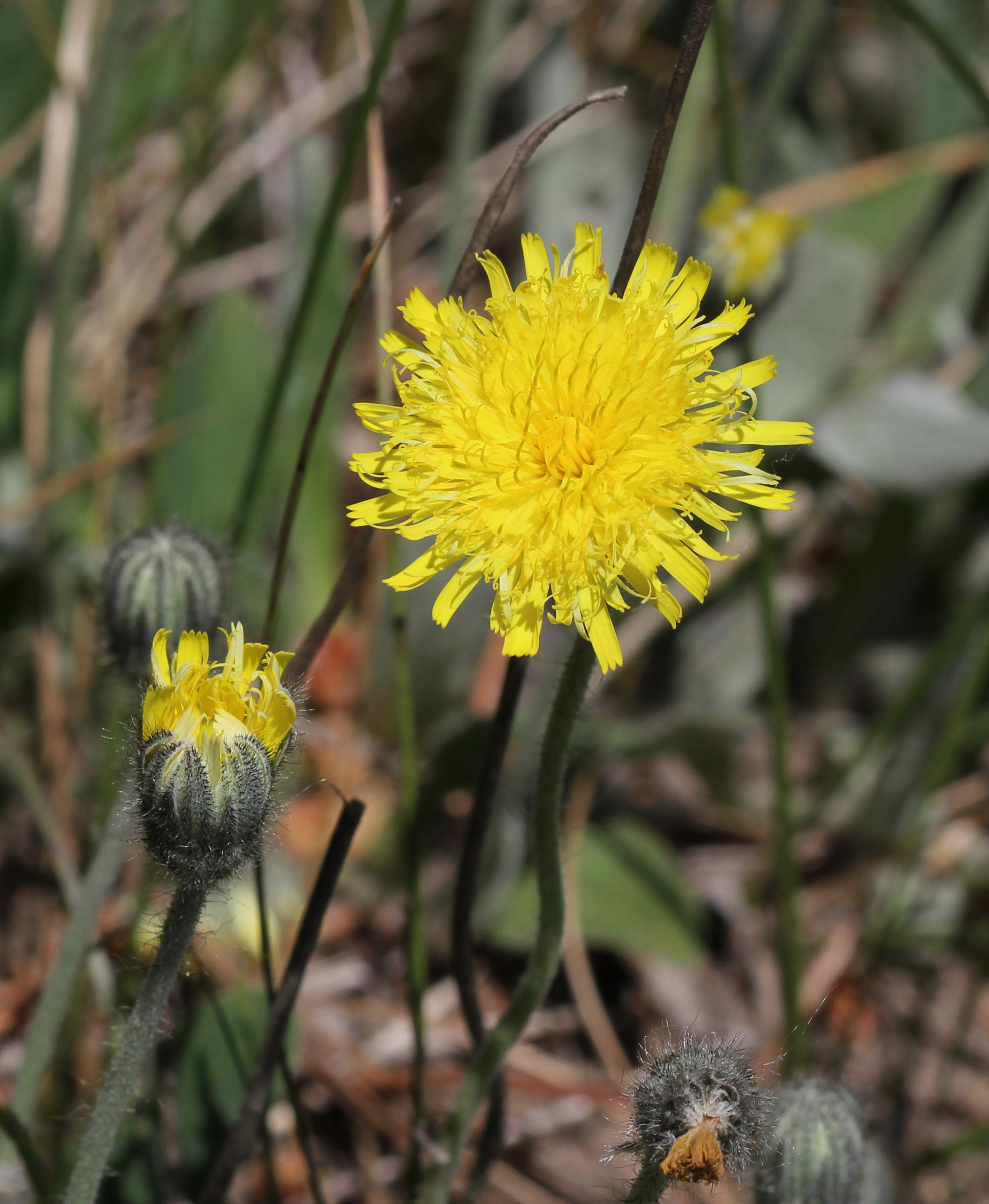
Detalle de la flor

En la revisión taxonómica de The Plant List del año 2014, se le considera un sinónimo de Pilosella officinarum Vaill.

## Hábitat
Habita en pastos, brezos, rocas, muros en toda Europa.

## Descripción
Es una planta que se distingue por sus estolones foliosos, largos y delgados extendidos por el suelo, y capítulos solitarios que brotan en tallos áfilos densamente pelosos de hasta 30 cm o más. Hojas en una roseta, oblanceoladas a elípticas, enteras, estrechadas por abajo, con pelos pálidos. Flores 1,8-2,2 cm de diámetro, flores amarillo-pálido, con rayas en la superficie externa; brácteas involucrales con pelos densos rizados. Especie muy variable. Florece de mayo a septiembre.

## Propiedades
Se utiliza la planta entera.

### Principios activos
Contiene flavonoides: heterósidos de apigenol y luteolol, cumarinas: umbeliferona presente en sus hojas, taninos, sustancias amargas, resina y mucílago.

### Propiedades medicinales
Es sudorífica, tónica y expectorante. Es un buen diurético, probablemente debido a la acción de los flavonoides y provoca la eliminación de la urea y de cloruros. Se puede utilizar en caso de insuficiencia cardíaca, en oliguria o edemas en las piernas.
Las hojas y las flores se han utilizado en forma de infusiones antigripales. Algunos autores señalan la actividad antibiótica de la umbeliferona sobre microorganismos como Brucella abortus y Brucella melitensis, productores de la fiebre de Malta.

## Taxonomía
Hieracium pilosella fue descrita por Carlos Linneo y publicado en Species Plantarum 2: 800. 1753.
Etimología
Hieracium: nombre genérico que proviene de la palabra del griego antiguo hierax o hierakion = "halcón". El nombre del género originalmente fue dado por el botánico francés Joseph Pitton de Tournefort (1656 - 1708), probablemente refiriéndose a algunos de los escritos del naturalista romano Plinio el Viejo (23-79) en el que, según la tradición, las aves rapaces utilizan esta planta para fortalecer su visión. Desde el punto de vista científico, el nombre del género fue publicado por primera vez por Carl von Linne (1707-1778), biólogo y escritor sueco, considerado el padre de la moderna clasificación científica de los organismos vivos, en la publicación Species Plantarum - 2:. 799 1753 del 1753.
pilosella: epíteto que significa "como Pilosella"
Variedades
- Hieracium pilosella var. niveum Müll.Arg.
- Hieracium pilosella var. pilosella L.[9]

Sinónimos
- Hieracium linguatiforme Dahlst.
- Hieracium poliophyton (Zahn) Juxip
- Hieracium subtardans (Nägeli & Peter) Zahn
- Pilosella officinarum F.W.Schultz & Sch.Bip.

## Nombre común
- Castellano: cepillo, cerillejo, cerrillejo, coca de Polonia, hierba de la salud, oreja de ratón, pelosilla, pelosilla mayor, pilosela, pilosela mayor, vellosilla, vellosita, velosilla.[10]